# Walther Gase
Walther Ernst Gase (* 20. Juni 1901 in Breslau; † 8. Februar 1991) war ein deutscher Jurist und Verwaltungsbeamter.

## Leben
Nach dem Abitur am Wilhelms-Gymnasium in Kassel studierte Gase Rechtswissenschaften in Breslau, Freiburg, Göttingen und Marburg und schloss das Studium mit der Promotion zum Dr. jur. ab. Anschließend schlug er eine Laufbahn als Beamter in der Verwaltung ein. Er war 1928 sowie von 1932 bis 1939 im Reichsfinanzministerium und von 1929 bis 1932 im Reichsarbeitsministerium tätig. Später wirkte er als Ministerialrat beim Reichsprotektor in der besetzten Tschechoslowakei. Hierbei kam es zu einer Zusammenarbeit mit Franz Nüßlein, der im Rahmen einer Untersuchung des Auswärtigen Amtes um 1960 betreffend seine Tätigkeit im Protektorat Böhmen und Mähren weitgehend von Gase entlastet wurde.
Gase erhielt 1945 die Ernennung zum Leiter des Oberfinanzpräsidiums in Kassel. Er war von 1947 bis 1950 als Ministerialdirigent und Ministerialdirektor Stellvertreter des Hessischen Finanzministers Werner Hilpert und von 1950 bis 1952 beamteter Staatssekretär im Bundesministerium für Angelegenheiten des Marshallplanes. Von 1953 bis 1955 fungierte er als Chief Department of Finance (Leiter der Finanzabteilung) des Intergovernmental Committee for European Migration in Genf. Von 1956 bis 1967 war er Vorstandsmitglied der Deutschen Centralbodenkredit AG.
Er war seit 1920 Mitglied der katholischen Studentenverbindung KDStV Winfridia (Breslau) Münster im CV und später wurde er noch Mitglied der KDStV Aenania München im CV. 1959 wurde er von Kardinal-Großmeister Nicola Canali zum Ritter des Ritterordens vom Heiligen Grab zu Jerusalem ernannt und am 5. Dezember 1959 im Kölner Dom durch Lorenz Kardinal Jaeger, Großprior des Ordens, investiert. Er wurde mit dem Großkreuz-Ritter al merito geehrt.

## Ehrungen
- 1966: Großes Verdienstkreuz mit Stern des Verdienstordens der Bundesrepublik Deutschland
- 1976: Großes Verdienstkreuz mit Stern und Schulterband des Verdienstordens der Bundesrepublik Deutschland